# Dr. Carl Peters (Schiff)
Die Dr. Carl Peters war ein für den Einsatz auf dem Viktoriasee in Deutsch-Ostafrika vorgesehenes Dampfschiff.

## Geschichte
Der Bau eines Dampfers für den Viktoriasee wurde durch Carl Peters angeregt. Ungefähr gleichzeitig mit Hermann von Wissmann hatte Peters angefangen, Geld für einen solchen Dampfer zu sammeln, und war auch aus Mitteln der Antisklavereilotterie des Anti-Sklaverei-Comitees unterstützt worden. 
1892 wurde das Boot bei der Hamburger Werft Janssen & Schmilinsky unter der Baunummer 298 gebaut. Die Dr. Carl Peters hatte eine Länge von 23,28 m und eine Verdrängung von 60 t.
Auf derselben Werft war schon 1890 das Boot von Hermann von Wissmann, die Hermann von Wissmann erbaut worden. 
Die Dr. Carl Peters war vorgesehen als Gouverneursdampfer auf dem Viktoriasee der Kolonialverwaltung von Deutsch-Ostafrika. Teile des Dampfers kamen in Bagamoyo an, andere Teile wurden tatsächlich mit Trägern zum Viktoriasee transportiert, doch das Fahrzeug wurde nie wieder zusammengebaut. Die Dampfmaschine des Bootes wurde an eine Eisfabrik verkauft und der Rumpf wurde umgebaut zu einem Schoner für den Transport von Kohlen auf dem Indischen Ozean. Der Verbleib des Kohlenschoners ist unbekannt.